# U.S. Marshals
U.S. Marshals és un thriller estatunidenc dirigit per Stuart Baird l'any 1998. És un pel·lícula derivada del film El fugitiu i del seu Marshal, Sam Gerard. Ha estat doblada al català.

## Argument
A Chicago, a conseqüència de la caiguda d'un avió transportant presoners, el US Marshal Sam Gerard ha ajudat per l'un dels detinguts, Mark Sheridan, per salvar alguns supervivents, a continuació veu com aquest s'escapa. Gerard i el seu equip l'acorralen, però descobreixen que aquest fugitiu tė una història complexa. Per la seva banda, Sheridan intenta demostrar la seva innocència confonent els seus adversaris.

## Repartiment
- Tommy Lee Jones: l'adjunt en cap Marshal Samuel Gerard
- Wesley Snipes: Mark J. Sheridan / Warren / Mark Roberts
- Robert Downey Jr. Jr.: agent especial John Royce
- Joe Pantoliano: Marshal Cosmo Renfro
- Daniel Roebuck: Marshal Robert Biggs
- Tom Wood: Marshal Noah Newman
- Latanya Richardson: Marshal Savannah Cooper
- Irène Jacob: Marie Bineaux
- Kate Nelligan: Catherine Walsh
- Patrick Malahide: Bertram Lamb, director del DSS
- Rick Snyder: agent especial Frank Barrows
- Michael Paul Chan: Xian Chen
- Johnny Lee Davenport: Marshal adjunt Henry
- Donald Li: inspector Kim
- Marc Vann: adjunt Jackson
- Robert Mohler: el jove policia
- Karen Vaccaro: la secretària que ingressa els diners a l'hospital
- David Kersner: sergent
- Tony Fitzpatrick: Greg Conroy

## Acollida

### Taquilla
La pel·lícula ha estat un èxit comercial modest, informant 57,1 milions de dòlars als Estats Units, i 45 milions a la resta del món, amb un total de 102 milions per a un pressupost de producció estimat de 60 milions de dòlars.

## Nominacions
- Nominat als premis Blockbuster Entertainment de 1999 per al millor duo de pel·lícula d'aventures per a Tommy Lee Jones i Wesley Snipes.